# Eric Marienthal
Pour les articles homonymes, voir Marienthal.
Eric Marienthal est un saxophoniste de jazz américain né le 13 décembre 1957 à Sacramento en Californie. Il est souvent associé aux styles jazz fusion et smooth jazz. En plus de mener une carrière solo à succès, il a également été membre de groupes de fusion comme l'Elektric Band de Chick Corea ou les Rippingtons.

## Biographie
Après avoir reçu son diplôme de hautes études en Californie du Sud en 1976, Eric est allé étudier à la prestigieuse Berklee College of Music à Boston, dans le Massachusetts, où il a suivi les cours du légendaire professeur de saxophone Joe Viola. Quand Eric quitta la Berklee, il avait atteint le plus haut degré de compétence attribué par l'école. En 1995, Eric a été récompensé d'un Berklee Distinguished Alumnus Award pour ses extraordinaires accomplissements dans la musique contemporaine. Il s'est depuis produit dans plus de 65 pays, a enregistré plus d'une dizaine d'albums et a joué sur des centaines d'albums mais aussi pour des films, des émissions de télévision et des jingles commerciaux.
Eric a commencé sa carrière professionnelle en 1980 avec le renommé trompettiste de Jazz Nouvelle-Orléans Al Hirt. À son retour à Los Angeles, Eric devient un membre de l'Elektric Band de Chick Corea, avec qui il a enregistré 6 albums, dont 2 récompensés aux Grammy Awards. Eric a aussi joué avec des musiciens, pop, R&B ou jazz, aussi divers que Elton John, Barbra Streisand, Billy Joel, Stevie Wonder, Dionne Warwick, Burt Bacharach, Aaron Neville, Johnny Mathis, Dave Grusin, Lee Ritenour, David Benoit, The Rippingtons, Gordon Goodwin's Big Phat Band, Patti Austin, Lou Rawls, David Lee Roth, The Yellowjackets, B.B. King, Ramsey Lewis, Patti LaBelle, Olivia Newton-John, Michael Franks et bien d'autres encore.
En 2005, paraît chez Peak Records, le label de Russ Freeman (le guitariste des Rippingtons, groupe qu'Eric a rejoint depuis 2000), son 11e album, intitulé Got You Covered. On y retrouve des invités prestigieux comme les musiciens Freddie Hubbard, Russell Ferrante, Peter Erskine, Luis Conte, Chick Corea ou Russ Freeman et de nombreuses reprises, allant des standards de jazz "I've Got The World On A String", "Moody's Mood For Love" ou "My One And Only Love" à des tubes pop de Carole King, Billy Joel, des Bee Gees ou même des Gipsy Kings.
Six des chansons qu'Eric a enregistré jusqu'à présent se sont classées dans le top 10 des charts américains de jazz contemporain, dont deux no 1. Son album Oasis de 1991 a été 5e du classement Jazz Contemporain du Billboard. Peu après, Eric a été élu par les lecteurs du magazine américain Jazziz comme l'un des meilleurs saxophonistes alto de l'année aux côtés de David Sanborn et Phil Woods.
Eric a aussi écrit 3 livres initiatiques, "Comprehensive Jazz Studies & Exercises", "The Ultimate Jazz Play Along" et "The Music Of Eric Marienthal" ainsi que 3 vidéos initiatiques, "Play Sax From Day One", "Modern Sax" et "Tricks Of The Trade", tous publiés chez Warner Bros. Publications, qui est aujourd'hui devenu Alfred Publishing/Belwin Jazz.
Depuis 8 ans, tous les étés, Eric met en place chaque année un concert de collecte de fonds pour l'association californienne à but non lucratif High Hopes, qui a pour vocation d'aider les personnes souffrant de troubles cérébraux. Avec l'aide de plusieurs autres artistes invités qui ont donné de leur temps pour s'y produire, ces concerts ont permis de collecter plus de 500 000 dollars pour cette cause.

## Discographie

### Albums solo
- Voices of the Heart (1987 - GRP Records)
- Round Trip (1989 - GRP Records)
- Crossroads (1990 -  GRP Records)
- Oasis (1991 - GRP Records)
- One Touch (1993 - GRP Records)
- Street Dance (1994 - GRP Records)
- Easy Street (1997 - PolyGram/Verve/i.e.Music)
- Walk Tall: Tribute to Cannonball Adderley (1998 - PolyGram/i.e.Music)
- Turn Up the Heat (2001 - Peak Records)
- Sweet Talk (2003 - Peak Records)
- Got You Covered (2005 - Peak Records)
- Just Around the Corner (2007 - Peak Records)

### Albums avec l'Elektric BanddeChick Corea
- Lightyears (1987)
- Eye of the Beholder (1988)
- Inside Out (1990)
- Beneath the Mask (1991)
- Elektric Band II: Paint the World (1993)
- To the Stars (2004)

### Albums avec lesRippingtons
- Life in the Tropics (2000)
- Live Across America (2002)
- Let It Ripp (2003)
- Wild Card (2005)

## Liens
- (en) EricMarienthal.com
- Notices d'autorité :   - VIAF
  - ISNI
  - BnF (données)
  - IdRef
  - LCCN
  - GND
  - CiNii
  - Pays-Bas
  - Pologne
  - Israël
  - Tchéquie
  - WorldCat